# Jamison Jones

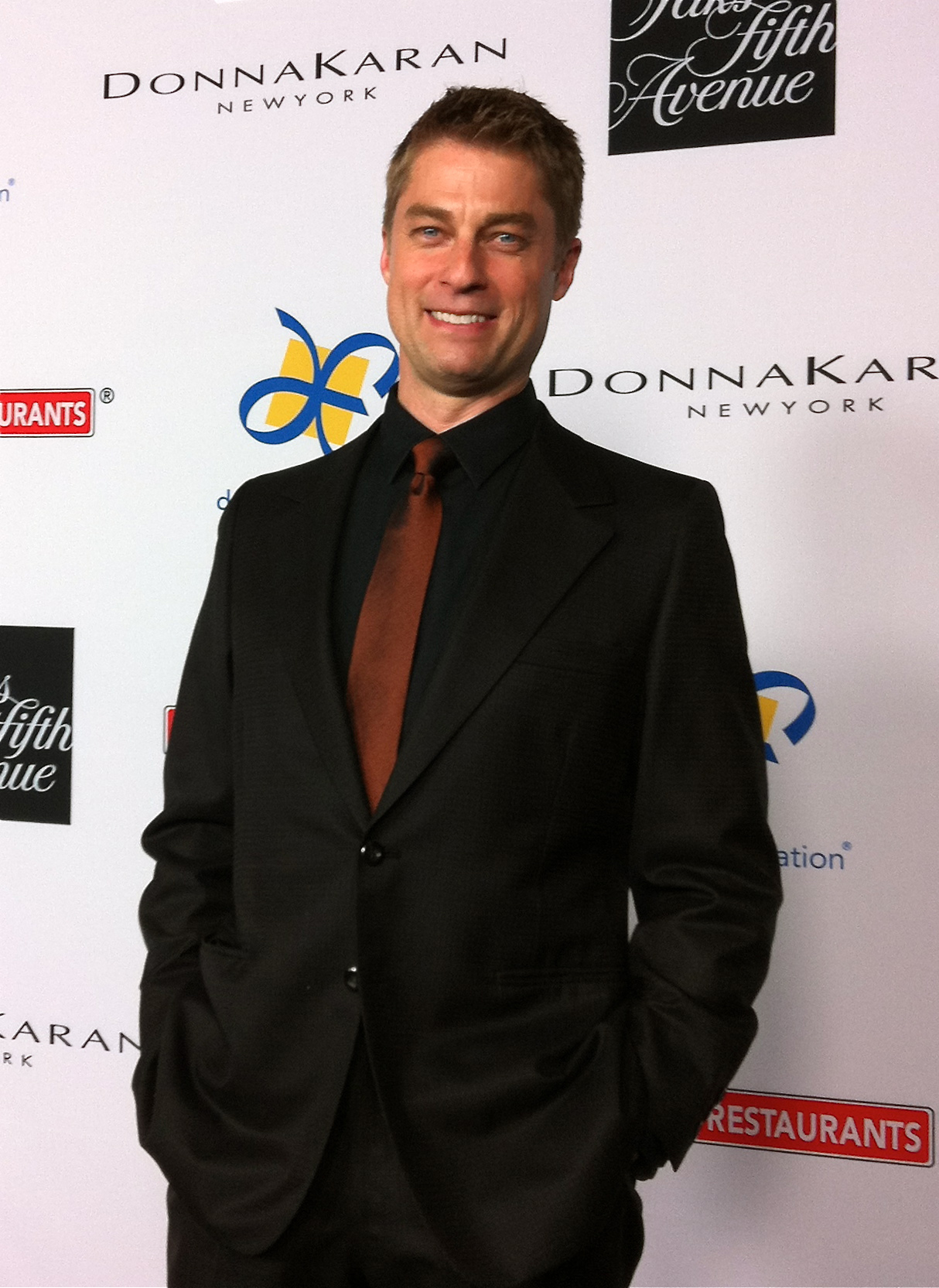
Jamison Jones (2011)

Jamison Jones (* 15. Februar 1969 in Rochester, Michigan) ist ein US-amerikanischer Schauspieler und Synchronsprecher.

## Leben
Jones wurde in Rochester geboren, wo er auch seine ersten Lebensjahre verbrachte. Aufgrund des Umzugs seiner Eltern nach Deutschland besuchte er die Frankfurt International School. Er zog später wieder zurück nach Michigan, wo er die Rochester Adams High School besuchte, an der er 1987 seinen Abschluss machte. Dank eines Stipendiums des WMU Theater lernte er zwei Jahre an der Western Michigan University. Danach ging er auf die University of California, Los Angeles, die er schließlich mit einem Bachelor abschloss.
Mitte der 1990er Jahre fand er den Weg zur Filmschauspielerei über eine Nebenrolle im Spielfilm Radioland Murders – Wahnsinn auf Sendung, zwei Kurzfilmen und einer Episode der Fernsehserie Night Affairs. Zu dieser Zeit sammelte er auch erste Erfahrungen als Synchronsprecher, unter anderem in den Computerspielen Star Wars: Rebel Assault oder auch Star Wars: Rebel Assault II – the Hidden Empire. Er verkörperte in der Fernsehserie General Hospital verschiedene Charaktere: von 2004 bis 2015 in 22 Episoden die Rolle des William, 2006 in einer Episodenrolle die Rolle des Brady Bevin und 2020 in drei Episoden die Rolle des Dr. Warren Kirk. 2007 spielte er in Amok – He Was a Quiet Man mit der Rolle des Scott Harper eine der Hauptrollen. Er war 2019 im Horrorfilm The Witch Next Door in der Rolle des Liam zu sehen. 2020 lieh er Thorsten Merten in dessen Rolle des Andreas Borowski in der Fernsehserie Das letzte Wort für die englischsprachige Fassung seine Stimme. 2021 spielte er die Rolle des Jesse Gaines in Schatten der Leidenschaft. 2022 spielte er in Moon Crash mit der Rolle des Logan Sawyer eine der Filmhauptrollen.

## Filmografie (Auswahl)
- 1994: Radioland Murders – Wahnsinn auf Sendung (Radioland Murders)
- 1995: Mail Bonding (Kurzfilm)
- 1996: Night Affairs (Fernsehserie, Episode 1x04)
- 1997: The Last Mistress (Kurzfilm)
- 1998: Conan, der Abenteurer (Conan the Adventurer, Fernsehserie, Episode 1x15)
- 1998: Palm Beach-Duo (Silk Stalkings, Fernsehserie, Episode 8x01)
- 2000: JAG – Im Auftrag der Ehre (JAG, Fernsehserie, Episode 5x17)
- 2000: Beverly Hills, 90210 (Fernsehserie, Episode 10x22)
- 2002: Will & Grace (Fernsehserie, Episode 4x17)
- 2002:  Lady Cops – Knallhart weiblich (The Division, Fernsehserie, Episode 2x08)
- 2002: Dark Blue
- 2003: Le défi (Kurzfilm)
- 2003: Save It for Later
- 2003: Hollywood Cops (Hollywood Homicide)
- 2003: Strong Medicine: Zwei Ärztinnen wie Feuer und Eis (Strong Medicine, Fernsehserie, Episode 4x07)
- 2003: 24 (Fernsehserie, 2 Episoden)
- 2004: Die wilden Siebziger (That ’70s Show, Fernsehserie, Episode 7x09)
- 2004–2005: General Hospital (Fernsehserie, 22 Episoden)
- 2005: Alias – Die Agentin (Alias, Fernsehserie, Episode 4x05)
- 2005: Gettin' Lucky
- 2005: Street 16 (Kurzfilm)
- 2005: Soldier of God
- 2005: Crossing Jordan – Pathologin mit Profil (Crossing Jordan, Fernsehserie, Episode 5x08)
- 2006: Navy CIS (NCIS, Fernsehserie, Episode 3x23)
- 2006: Protected!
- 2007: 24 (Fernsehserie, 4 Episoden)
- 2007: CSI: NY (Fernsehserie, Episode 3x18)
- 2007: Amok – He Was a Quiet Man (He Was a Quiet Man)
- 2007: A-Date (Kurzfilm)
- 2008: West of Brooklyn
- 2009: The Lodger – Der Untermieter (The Lodger)
- 2009: Terminator: The Sarah Connor Chronicles (Fernsehserie, Episode 2x14)
- 2009: 2:13
- 2009: Kamen Rider: Dragon Knight (Fernsehserie, 6 Episoden)
- 2010: Brothers & Sisters (Fernsehserie, Episode 4x12)
- 2010: Burn Notice (Fernsehserie, Episode 4x11)
- 2010: Stage 4 (Kurzfilm)
- 2010: Zeit der Sehnsucht (Days of Our Lives, Fernsehserie, Episode 1x11325)
- 2011: Born to Ride
- 2012: Hochzeit Undercover – Wer schützt die Braut? (Undercover Bridesmaid, Fernsehfilm)
- 2012: Alle lieben Jake (Puppy Love, Fernsehfilm)
- 2012: Argo! The Musical (Kurzfilm)
- 2014: Longmire (Fernsehserie, Episode 3x06)
- 2015: Zeit der Sehnsucht (Days of Our Lives, Fernsehserie, Episode 1x12501)
- 2015: Preface to Being Jaded (Miniserie, Episode 1x08)
- 2015: True Detective (Fernsehserie, 2 Episoden)
- 2015: The Whispers (Fernsehserie, 4 Episoden)
- 2016: Gala & Godfrey
- 2016: General Hospital (Fernsehserie, Episode 1x13476)
- 2017: A Girl Is a Gun (Fernsehserie, Episode 1x01)
- 2017: Rosewood (Fernsehserie, Episode 2x18)
- 2017: In an Instant (Fernsehdokuserie, Episode 3x02)
- 2017: Agoura Hills (Fernsehfilm)
- 2018: Collusions
- 2018: Borderline Talent (Miniserie, Episode 1x05)
- 2019: The Witch Next Door
- 2019: Steele Wool
- 2020: General Hospital (Fernsehserie, 3 Episoden)
- 2021: Hooked (Kurzfilm)
- 2021: Fourth Grade
- 2021: Schatten der Leidenschaft (The Young and the Restless, Fernsehserie, 17 Episoden)
- 2022: Moon Crash
- 2022: The Afterparty (Fernsehserie, Episode 1x07)
- 2022: 9-1-1 (Fernsehserie, Episode 5x13)

## Synchronisationen (Auswahl)
- 1993: Star Wars: Rebel Assault (Computerspiel)
- 1995: Star Wars: Rebel Assault II – The Hidden Empire (Computerspiel)
- 1996: Top Gun: Fire at Will (Computerspiel)
- 1998: Of Light and Darkness (Computerspiel)
- 2016: Subdue (Kurzfilm)
- 2020: Das letzte Wort (Fernsehserie, 6 Episoden)